# Chilacachapa
Chilacachapa är en ort i Mexiko.   Den ligger i kommunen Tixtla de Guerrero och delstaten Guerrero, i den södra delen av landet, 210 km söder om huvudstaden Mexico City. Chilacachapa ligger 1 937 meter över havet och antalet invånare är 525.
Terrängen runt Chilacachapa är huvudsakligen kuperad. Chilacachapa ligger uppe på en höjd. Runt Chilacachapa är det ganska tätbefolkat, med 60 invånare per kvadratkilometer. Närmaste större samhälle är Chilapa de Alvarez, 11,6 km öster om Chilacachapa. I omgivningarna runt Chilacachapa växer huvudsakligen savannskog.